# Diamonds (bài hát của Rihanna)
"Diamonds" là một bài hát được thu âm bởi nữ ca sĩ người Barbados Rihanna, và đồng thời cũng là đĩa đơn đầu tiên từ album phòng thu thứ bảy của cô, Unapologetic (2012). Bài hát được sáng tác bởi Sia Furler, Benjamin "Benny Blanco" Levin, Mikkel S. Eriksen, Tor Erik Hermansen và được sản xuất bởi Blanco và đội sản xuất StarGate. "Diamonds" được ra mắt vào ngày 26 tháng 9 năm 2012 trong chương trình chào buổi sáng Elvis Duran and the Morning Show và được phát hành kỹ thuật số vào ngày tiếp theo. Hãng ghi âm Def Jam đã gửi bài hát tới đài phát thanh đương đại của Mỹ vào ngày 2 tháng 10 năm 2012. Về phần nhạc, "Diamonds" là một bài hát thuộc thể loại pop ballad với chút ảnh hưởng của nhạc điện tử và soul. Bài hát có chủ đề về những mối quan hệ không lành mạnh, một chủ đề đã từng xuất hiện trong nhiều đĩa đơn trước đó của Rihanna.
"Diamonds" nhận được nhiều ý kiến trái chiều từ các nhà phê bình, một số người khen ngợi định hướng âm nhạc mới mẻ của Rihanna, trong khi một số người khác lại chỉ trích về việc sản xuất bài hát. "Diamonds" đã giành được ngôi vị quán quân trên bảng xếp hạng của mười tám quốc gia, trong đó có Anh, Áo, Canada, Đức, Na Uy, Pháp và Phần Lan, đồng thời cũng lọt được vào Top 10 trên bảng xếp hạng của hơn ba mươi quốc gia khác. "Diamonds" cũng đã dẫn đầu bảng xếp hạng Billboard Hot 100 của Mỹ, trở thành đã đơn thứ mười hai của cô giành được ngôi vị này, giúp cho cô sánh ngang với Madonna và The Supremes ở vị trí thứ năm trong số những nghệ sĩ đạt được nhiều đĩa đơn quán quân nhất trên bảng xếp hạng này. Thêm vào đó, "Diamonds" cũng đạt được ngôi vị quán quân trên bảng xếp hạng Hot Dance Club Songs và Hot R&B/Hip Hop Songs của Mỹ, và vị trí á quân trên bảng xếp hạng Pop Songs.
Video âm nhạc của bài hát được đạo diễn bởi người cộng tác lâu năm của Rihanna, Anthony Mandler, mô tả Rihanna trong bốn yếu tố: đất, không khí, nước và lửa. Trong video có khá nhiều cảnh quay "mơ mộng" và "kì lạ" về Rihanna như cảnh cô nằm một mình giữa một vùng biển sâu, điên cuồng chạy trốn khỏi một chiếc xe trên một tuyến đường cao tốc vắng vẻ, ở trên một sa mạc với một con ngựa đang chạy tự do hay đứng giữa một trận chiến đường phố. Video đã nhận được nhiều ý kiến tích cực từ các nhà phê bình, ca ngợi về các hình ảnh đã được sử dụng trong video. Có nhiều nhận xét cho rằng trong suốt video, cánh tay nhiều hình xăm của người đàn ông mà tay Rihanna nắm lấy trông khá giống với cánh tay của nam ca sĩ Chris Brown. "Diamonds" được quảng bá với các buổi biểu diễn trực tiếp trên cả hai bờ Đại Tây Dương, bao gồm cả trong chương trình Saturday Night Live và Victoria's Secret Fashion Show tại Mỹ, đồng thời tại chương trình The X Factor mùa thứ chín tại Anh. Bản phối khí chính thức của "Diamonds", có thêm phần rap của Kanye West, được phát hành ở Mỹ vào ngày 16 tháng 11 năm 2012.

## Bối cảnh

### Sáng tác và sản xuất
Năm 2012, nhạc sĩ và nhà sản xuất người Mỹ Benny Blanco đã bàn bạc với cặp đôi sản xuất người Na Uy StarGate trong phòng thu tại Thành phố New York để tạo ra những sản phẩm mới, trong đó có một bài hát dành cho Rihanna. Stargate từng là nhà sản xuất cho một số đĩa đơn trước đó của Rihanna như "Don't Stop the Music" (Good Girl Gone Bad, 2007) và "Only Girl (In the World)" (Loud, 2010). Theo Blanco, họ bước vào phòng thu với ý tưởng về một bài hát mà "Kanye [West] có thể thêm được phần Rap". Họ thực hiện bản thu âm này đầu tiên, dựa theo nhịp điệu của bài hát.
Trong một cuộc phỏng vấn với The New York Times, Mikkel S. Eriksen từ StarGate tiết lộ rằng Blanco đã lấy đi một đoạn hát của anh, thay đổi âm thanh điện tử và làm cho nó "bẩn hơn". Sau đó, anh đã sử dụng âm sắc, cùng với phần mềm âm thanh để tạo ra những dòng nhạc đệm ma quái. Eriksen cũng miêu tả phong cách âm nhạc Blanco là "phi chính thống, anh ta gần như không bao giờ sử dụng keyboard mà toàn đưa những đoạn nhạc mẫu khác vào và thay đổi chúng đến một mức độ hoàn chỉnh của bài hát". Ca sĩ-người viết bài hát người Úc Sia sau đó đã tham gia cùng với họ và sáng tác phần lời cho "Diamonds". Sau khi bài hát được hoàn thành, họ muốn dành nó cho Rihanna, tuy nhiên, Blanco khá hoài nghi về phản ứng của cô đối với bài hát do nhịp điệu chậm rãi của nó. Sau khi StarGate chơi thử cho cô nghe, họ đã gọi cho Blanco từ Luân Đôn và nói với anh rằng cô thích bài hát này, "Cô ấy đã khá bất ngờ. Cô đã thử nó khoảng bảy lần liên tiếp. Đấy là bài hát mà cô ấy thích nhất". Anh cũng nói rõ thêm rằng họ vẫn phải hoàn thành việc hòa âm và master bài hát với giọng hát của Rihanna vào những ngày cuối cùng trước khi phát hành, mà theo anh khá là "điên rồ và tuyệt vời".

### Phát hành và bìa đĩa đơn
—Rihanna trả lời về ý nghĩa phần lời bài hát "Diamonds" cho MTV News.
Ngày 12 tháng 9 năm 2012, Def Jam France thông báo qua Twitter rằng Rihanna sẽ phát hành một đĩa đơn mới vào tuần lễ tiếp theo và album phòng thu thứ bảy của cô dự kiến sẽ được phát hành vào tháng 11 năm 2012. Tuy nhiên, câu tweet đã nhanh chóng bị xóa đi và thay vào đó là một câu khác rõ ràng hơn rằng "thông tin chi tiết sẽ xuất hiện vào ngày mai, thứ năm, ngày 13 tháng 9". Ngay sau buổi biểu diễn của cô tại lễ hội âm nhạc iHeartRadio vào tháng 9 năm 2012, Rihanna tiết lộ rằng đĩa đơn của cô, "Diamonds", sẽ được phát hành cũng tháng. Cô mô tả đây là một bài hát "hạnh phúc và lập dị hơn là sôi động", và nói rõ thêm rằng, "Nó khá thoải mái nhưng nó là hy vọng. Đó là một bản ghi âm đã... mang lại cho tôi một cảm giác tuyệt vời khi tôi nghe nó. Lời bài hát tràn đầy niềm hy vọng và sự tích cực, nhưng đó là tình yêu".
Bìa đĩa đơn của bài hát đã được tiết lộ vào ngày 24 tháng 9 năm 2012, với hình ảnh Rihanna đang quấn những viên kim cương trong một mảnh giấy hút cần sa. Ngày 26 tháng 9 năm 2012, Rihanna đã đăng tải đầy đủ lời bài hát dưới định dạng PDF trên trang web chính thức của cô, Rihanna7.com. "Diamonds" được ra mắt cùng ngày trên chương trình chào buổi sáng Elvis Duran and the Morning Show và được phát hành kỹ thuật số vào cùng ngày. Ở Anh, bài hát được phát hành trên iTunes vào ngày 30 tháng 9 năm 2012. Def Jam Recordings gửi đĩa đơn này đến các đài phát thanh Mỹ vào ngày 2 tháng 10 năm 2012.

## Biểu diễn trực tiếp
Rihanna biểu diễn bài hát "Diamonds" lần đầu tiên tại chương trình thời trang Victoria's Secret Fashion Show vào ngày 7 tháng 11 năm 2012. Tại buổi biểu diễn cô mặc một bộ đồ lót màu đen, vớ màu đen và một đôi bốt cao cổ. Chương trình được phát sóng trên kênh CBS vào ngày 4 tháng 12 năm 2012. Ngày 10 tháng 11 năm 2012, Rihanna biểu diễn bài hát trong chương trình Saturday Night Live. Sam Lansky từ Idolator đã ca ngợi buổi biểu diễn này và cho rằng "lời hát chứa đầy xúc cảm nổi bật", tuy nhiên, anh lại chỉ trích phông nền của buổi biểu diễn và gọi nó là "ảo giác về màn hình chờ của Windows 95". Joe Reid từ tap chí New York cũng hoan nghênh buổi biểu diễn của cô, gọi nó là "phần đáng nhớ nhất của chương trình" và là "đĩa đơn hay nhất [của Rihanna] trong một thời gian dài", và anh cũng đã có một cái nhìn khả quan hơn về phông nền kỹ thuật số của buổi diễn, mô tả nó "kì lạ một cách công khai" và "khá đáng yêu". Tess Lynch từ Grantland.com cũng đã rất ấn tượng với màn trình diễn trên Saturday Night Live của cô, cho rằng Rihanna là "một giọng hát tuyệt vời" và rằng phông nền của buổi diễn là một "cảnh tượng mạnh mẽ và... điên khùng" khiến người xem phải "choáng váng một cách tích cực", đồng thời anh đồng ý với kết luận của người dẫn chương trình, Anne Hathaway, rằng Rihanna chính là "một nữ thần".
"Diamonds" có mặt trong danh sách biểu diễn của chuyến lưu diễn quảng bá 777 Tour (2012) của Rihanna, đồng thời cũng là một trong những bài hát cuối cùng trong danh sách biểu diễn của chuyển lưu diễn Diamonds World Tour (2013). Ngày 25 tháng 1 năm 2012, Rihanna biểu diễn bài hát tại mùa thứ 9 của chương trình The X Factor tại Anh. Tại buổi biểu diễn, cô ca sĩ mặc một chiếc váy màu đen biểu diễn trên một bục sân khấu hình vuông. Đến đoạn điệp khúc đầu tiên, hiệu ứng nước phun xuất hiện xung quanh cô, ở bên ngoài sân khấu, và đến đoạn điệp khúc cuối cùng, các tia nước tập trung vào bục biểu diễn làm ướt cô. Ngày 8 tháng 12 năm 2012, Rihanna biểu diễn "Diamonds" trên chương trình Wetten, dass..? của Đức. Tại đây cô xuất hiện với một chiếc kính râm và mặc quần da. Rihanna cũng biểu diễn bài hát trong tập cuối cùng của chương trình The Voice Mỹ mùa thứ ba, tại buổi biểu diễn cô đeo một bộ móng vuốt dài bằng kim loại. Vào ngày 5 tháng 11 năm 2012, CD cho đĩa đơn này được phát hành tại Đức; ngoài "Diamonds", CD còn bao gồm phiên bản The Bimbo Jones Vocal Remix của bài hát. Ngày 18 tháng 12 năm 2012, tám phiên bản remix của bài hát đã được phát hành dưới định dạng EP kỹ thuật số.

## Phiên bản hát lại và remix

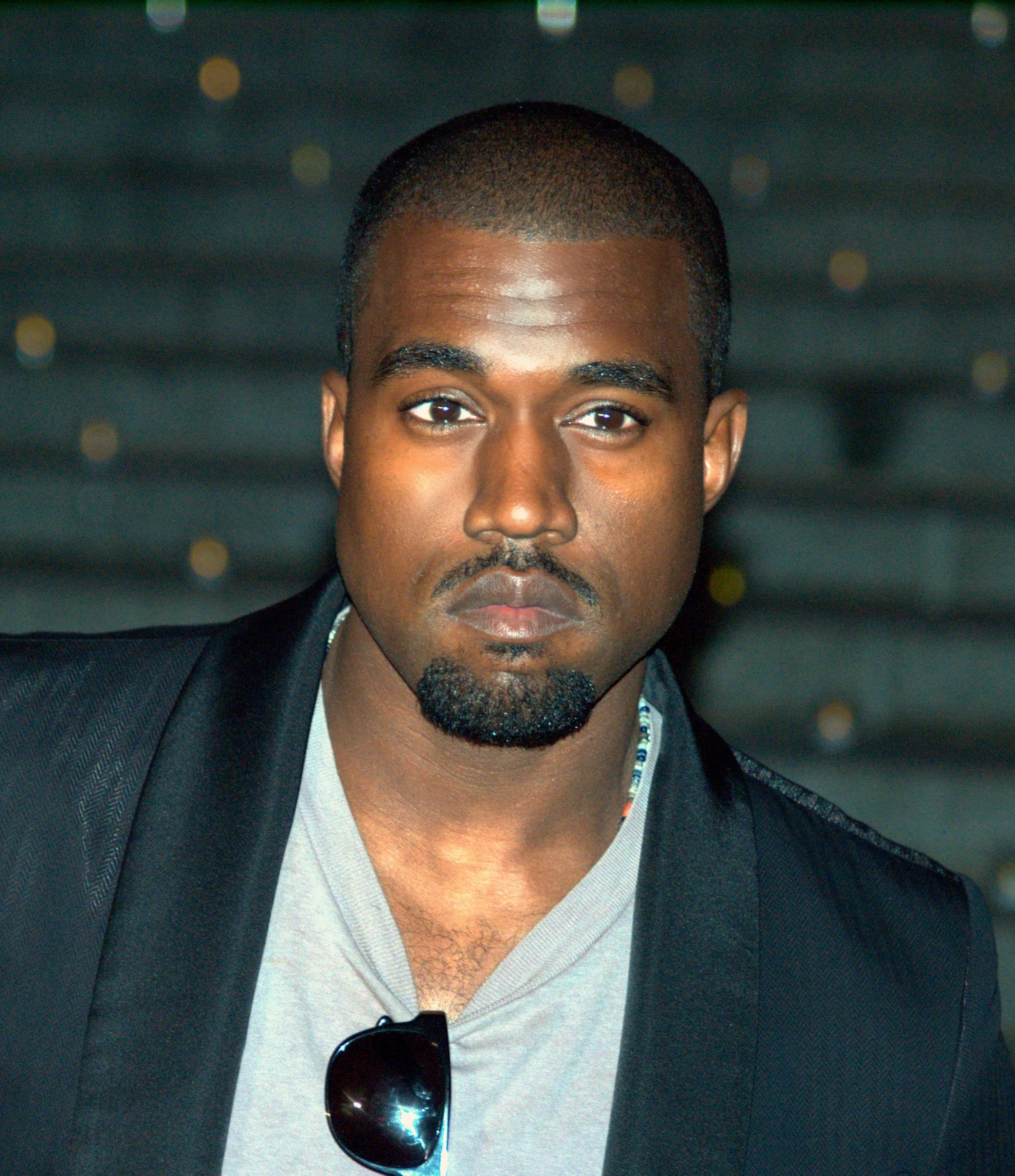
Rapper Kanye West xuất hiện trong bản remix chính thức của "Diamonds".

Vào ngày 8 tháng 10 năm 2012, ca sĩ-người viết bài hát và cũng là thí sinh chương trình X Factor người Anh Misha B đã thu âm một bản acoustic ngắn hát lại bài hát "Diamonds". Ca sĩ-người viết bài hát người Anh Taio Cruz cũng đăng tải một video hát lại bài hát này lên trang YouTube cá nhân của anh, bản hát lại có sử dụng hiệu ứng chỉnh sửa âm thanh khá nặng. Jessie Ware biểu diễn một phiên bản jazz nhẹ của bài hát trực tiếp trong phòng chờ của đài BBC Radio 1. Sia Furler, người sáng tác ra "Diamonds", thì rút gọn lại bài hát thành một phiên bản đơn giản hơn. Ngày 15 tháng 11 năm 2012, ca sĩ-người viết bài hát người Mỹ Zola Jesus cũng thu âm một phiên bản hát lại của "Diamonds". Ngày 27 tháng 11 và 29 tháng 11 năm 2012, ban nhạc Jonas Brothers đã hát lại bài hát ở buổi diểu diễn đầu tiên và thứ ba tại Los Angeles nằm trong 2012/2013 World Tour. Conor Maynard cũng hát lại bài hát trong chuyến lưu diễn của anh tại Anh, và bản hát lại này cũng được phát hành trong EP Animal của anh. Thí sinh Diamond White biểu diễn "Diamonds" ở một trong số các buổi diễn tại mùa thứ hai của The X Factor Mỹ.
Ngày 12 tháng 11 năm 2012, tạp chí Rap-Up của Mỹ ra mắt bản remix "Diamonds" bởi ca sĩ nhạc rap Flo Rida. Trước đó anh cũng đã góp phần rap của mình vào bản remix của hai đĩa đơn "We Found Love" và "Where Have You Been", tuy nhiên đó không phải là các bản remix chính thức. Ngày 16 tháng 11 năm 2012, bản remix chính thức của "Diamonds" vớii sự góp giọng của rapper Kanye West, bắt đầu từ đoạn đầu của bài hát, đã được phát hành kỹ thuật số trên SoundCloud và iTunes. James Montgomery từ MTV News cũng xem xét một số câu rap được thêm vào bởi West, "We the cause of all the commotion/Your mouth runnin' by where is you goin?". Một cây bút khác từ MTV, Rapfix, đã nhận xét rằng West đã thêm vào "một số hương vị cổ điển" cho bài hát. Ngày 4 tháng 12 năm 2012, một bản remix khác với sự góp giọng của rapper người Mỹ Eve đã được tuồn lên mạng. Ngày 24 tháng 1 năm 2013, rapper người Mỹ Pitbull remix lại "Diamonds".

## Danh sách bài hát
| - Tải kỹ thuật số 1. "Diamonds" – 3:45 - Đĩa CD 1. "Diamonds" – 3:45 2. "Diamonds" (Bimbo Jones Vocal Remix) – 6:16 - Đĩa đơn remix kỹ thuật số 1. "Diamonds" (Remix) [hợp tác với Kanye West] – 4:48 | - EP remix kỹ thuật số 1. "Diamonds" (Dave Aude 100 Edit) — 3:38 2. "Diamonds" (Gregor Salto Radio Edit) — 3:45 3. "Diamonds" (The Bimbo Jones Vocal Remix) — 6:17 4. "Diamonds" (The Bimbo Jones Downtempo) — 3:14 5. "Diamonds" (The Bimbo Jones Vocal Edit) — 3:14 6. "Diamonds" (Congorock Remix Extended) — 5:54 7. "Diamonds" (Congorock Remix) — 5:08 8. "Diamonds" (Jacob Plant Dubstep Remix) — 3:58 |  |

## Tham gia sản xuất
Thu âm và phối nhạc
- Thu âm tại Mic Studio, Thành phố New York, New York; Westlake Recording Studios, Los Angeles, California; phối nhạc tại Ninja Club Studios, Atlanta, Georgia.

Thực hiện
| - Sáng tác – Sia Furler, Benjamin Levin, Mikkel S. Eriksen, Tor Erik Hermansen - Sản xuất – Benny Blanco, StarGate - Thu âm – Mikkel S. Eriksen, Miles Walker - Trợ lý thu âm – Andrew "Muffman" Luftman - Sản xuất giọng – Kuk Harrell | - Thu giọng – Kuk Harrell, Marcos Tovar - Trợ lý kỹ thuật – Blake Mares, Robert Cohen - Hòa âm – Phil Tan - Trợ lý hòa âm – Daniela Rivera - Dụng cụ – Benjamin Levin, Mikkel S. Eriksen, Tor Erik Hermansen |

Thông tin được lấy từ ghi chú album Unapologetic, Def Jam Recordings, SRP.

## Bảng xếp hạng và chứng nhận doanh số
| Bảng xếp hạng (2012)                     | Vị trí cao nhất |
| ---------------------------------------- | --------------- |
| Úc (ARIA)                                | 6               |
| Áo (Ö3 Austria Top 40)                   | 1               |
| Bỉ (Ultratop 50 Flanders)                | 3               |
| Bỉ (Ultratop 50 Wallonia)                | 3               |
| Brazil (Billboard Brasil Hot 100)        | 12              |
| Brazil Hot Pop Songs                     | 1               |
| Canada (Canadian Hot 100)                | 1               |
| Cộng hòa Séc (Rádio Top 100)             | 1               |
| Đan Mạch (Tracklisten)                   | 1               |
| châu Âu (Billboard Euro Digital Songs)   | 1               |
| Phần Lan (Suomen virallinen lista)       | 1               |
| Pháp (SNEP)                              | 1               |
| Đức (Media Control Charts)               | 1               |
| Hy Lạp (IFPI)                            | 1               |
| Hungary (Rádiós Top 40)                  | 7               |
| Hungary (Single Top 40)                  | 9               |
| Ireland (IRMA)                           | 2               |
| Israel (Media Forest)                    | 1               |
| Ý (FIMI)                                 | 3               |
| Nhật (Billboard Japan Hot 100)           | 24              |
| Luxembourg (Billboard)                   | 1               |
| Mexico (Billboard)                       | 2               |
| Mexico (Monitor Latino)                  | 6               |
| Hà Lan (Single Top 100)                  | 4               |
| New Zealand (Recorded Music NZ)          | 2               |
| Na Uy (VG-lista)                         | 1               |
| Bồ Đào Nha (AFP)                         | 1               |
| Romania (Romanian Top 100)               | 1               |
| Nga (Billboard Hot 50 Airplay)           | 1               |
| Scotland (OCC)                           | 1               |
| Slovakia (IFPI)                          | 1               |
| Nam Triều Tiên (Gaon Chart)              | 3               |
| Tây Ban Nha (PROMUSICAE)                 | 2               |
| Thụy Điển (Sverigetopplistan)            | 2               |
| Thụy Sĩ (Schweizer Hitparade)            | 1               |
| Thổ Nhĩ Kỳ (Turkish Singles Chart)       | 1               |
| Anh Quốc (OCC)                           | 1               |
| Anh Quốc R&B (OCC)                       | 1               |
| Hoa Kỳ Billboard Hot 100                 | 1               |
| Hoa Kỳ Adult Pop Airplay (Billboard)     | 14              |
| Hoa Kỳ Dance Club Songs (Billboard)      | 1               |
| Hoa Kỳ Hot R&B/Hip-Hop Songs (Billboard) | 1               |
| Hoa Kỳ Pop Airplay (Billboard)           | 2               |
| Venezuela (Record Report)                | 3               |

| Quốc gia                                                                           | Chứng nhận  | Số đơn vị/doanh số chứng nhận |
| ---------------------------------------------------------------------------------- | ----------- | ----------------------------- |
| Úc (ARIA)                                                                          | 5× Bạch kim | 350.000^                      |
| Áo (IFPI Áo)                                                                       | Vàng        | 15.000*                       |
| Bỉ (BEA)                                                                           | Bạch kim    | 30.000*                       |
| Canada (Music Canada)                                                              | Vàng        | 0*                            |
| Đan Mạch (IFPI Đan Mạch)                                                           | 4× Bạch kim | 120.000^                      |
| Đức (BVMI)                                                                         | Bạch kim    | 500.000^                      |
| Ý (FIMI)                                                                           | 2× Bạch kim | 60.000*                       |
| New Zealand (RMNZ)                                                                 | 2× Bạch kim | 30.000*                       |
| Romania (UNPFR)                                                                    | 2× Bạch kim | 20,000*                       |
| Tây Ban Nha (PROMUSICAE)                                                           | Vàng        | 20.000*                       |
| Thụy Điển (GLF)                                                                    | 4× Bạch kim | 80.000‡                       |
| Thụy Sĩ (IFPI)                                                                     | 2× Bạch kim | 60.000^                       |
| Anh Quốc (BPI)                                                                     | Bạch kim    | 672,000                       |
| Hoa Kỳ (RIAA)                                                                      | 4× Bạch kim | 4.000.000^                    |
| * Chứng nhận dựa theo doanh số tiêu thụ. ^ Chứng nhận dựa theo doanh số nhập hàng. |             |                               |

| Bảng xếp hạng (2012)                 | Vị trí |
| ------------------------------------ | ------ |
| Úc (ARIA)                            | 32     |
| Bỉ (Ultratop 50 Flanders)            | 31     |
| Bỉ (Ultratop 40 Wallonia)            | 26     |
| Pháp (SNEP)                          | 10     |
| Đức (Media Control AG)               | 7      |
| Hungary (Rádiós Top 40)              | 59     |
| Israel (Media Forest)                | 12     |
| Ý (FIMI)                             | 20     |
| Hà Lan (Mega Single Top 100)         | 20     |
| Ba Lan (ZPAV)                        | 16     |
| Tây Ban Nha (PROMUSICAE)             | 31     |
| Thụy Điển (Sverigetopplistan)        | 30     |
| UK Singles (Official Charts Company) | 11     |
| US Billboard Hot 100                 | 94     |

## Lịch sử phát hành
| Quốc gia     | Ngày                 | Định dạng                 | HÃng đĩa                       |
| ------------ | -------------------- | ------------------------- | ------------------------------ |
| Canada       | 27 tháng 9 năm 2012  | Tải kỹ thuật số           | The Island Def Jam Music Group |
| Mexico       | 27 tháng 9 năm 2012  | Tải kỹ thuật số           | The Island Def Jam Music Group |
| Mỹ           | 27 tháng 9 năm 2012  | Tải kỹ thuật số           | The Island Def Jam Music Group |
| Argentina    | 28 tháng 9 năm 2012  | Tải kỹ thuật số           | The Island Def Jam Music Group |
| Úc           | 28 tháng 9 năm 2012  | Tải kỹ thuật số           | The Island Def Jam Music Group |
| Áo           | 28 tháng 9 năm 2012  | Tải kỹ thuật số           | The Island Def Jam Music Group |
| Brazil       | 28 tháng 9 năm 2012  | Tải kỹ thuật số           | The Island Def Jam Music Group |
| Cộng hòa Séc | 28 tháng 9 năm 2012  | Tải kỹ thuật số           | The Island Def Jam Music Group |
| Đan Mạch     | 28 tháng 9 năm 2012  | Tải kỹ thuật số           | The Island Def Jam Music Group |
| Ecuador      | 28 tháng 9 năm 2012  | Tải kỹ thuật số           | The Island Def Jam Music Group |
| Phần Lan     | 28 tháng 9 năm 2012  | Tải kỹ thuật số           | The Island Def Jam Music Group |
| Pháp         | 28 tháng 9 năm 2012  | Tải kỹ thuật số           | The Island Def Jam Music Group |
| Đức          | 28 tháng 9 năm 2012  | Tải kỹ thuật số           | The Island Def Jam Music Group |
| Hungary      | 28 tháng 9 năm 2012  | Tải kỹ thuật số           | The Island Def Jam Music Group |
| Ý            | 28 tháng 9 năm 2012  | Tải kỹ thuật số           | The Island Def Jam Music Group |
| Nhật         | 28 tháng 9 năm 2012  | Tải kỹ thuật số           | The Island Def Jam Music Group |
| Hà Lan       | 28 tháng 9 năm 2012  | Tải kỹ thuật số           | The Island Def Jam Music Group |
| New Zealand  | 28 tháng 9 năm 2012  | Tải kỹ thuật số           | The Island Def Jam Music Group |
| Na Uy        | 28 tháng 9 năm 2012  | Tải kỹ thuật số           | The Island Def Jam Music Group |
| Bồ Đào Nha   | 28 tháng 9 năm 2012  | Tải kỹ thuật số           | The Island Def Jam Music Group |
| Tây Ban Nha  | 28 tháng 9 năm 2012  | Tải kỹ thuật số           | The Island Def Jam Music Group |
| Thụy Điển    | 28 tháng 9 năm 2012  | Tải kỹ thuật số           | The Island Def Jam Music Group |
| Thụy Sĩ      | 28 tháng 9 năm 2012  | Tải kỹ thuật số           | The Island Def Jam Music Group |
| Anh          | 30 tháng 9 năm 2012  | Tải kỹ thuật số           | The Island Def Jam Music Group |
| Ý            | 30 tháng 9 năm 2012  | Đài phát thanh đương đại  | The Island Def Jam Music Group |
| Mỹ           | 2 tháng 10 năm 2012  | Đài phát thanh đương đại  | The Island Def Jam Music Group |
| Đức          | 5 tháng 11 năm 2012  | Đĩa CD                    | The Island Def Jam Music Group |
| Mỹ           | 16 tháng 11 năm 2012 | Đĩa đơn remix kỹ thuật số | The Island Def Jam Music Group |
| Mỹ           | 18 tháng 12 năm 2012 | EP remix kỹ thuật số      | The Island Def Jam Music Group |

## Liên kết khác
- Trang web chính thức của Rihanna
- Video âm nhạc "Diamonds" trên YouTube
- Video lời nhạc "Diamonds" trên YouTube